# درسو اوزالا (فیلم ۱۹۷۵)
درسو اوزالا (روسی: Дерсу Узала ژاپنی: デルス ウザーラ انگلیسی: Dersu Uzala) نام فیلمی است به کارگردانی آکیرا کوروساوا که در سال ۱۹۷۵ و بر اساس کتاب درسو اوزالا نوشتهٔ ولادیمیر آرسنیف، افسر روسی که خاطرات اکتشافات خود در سیبری و آشناییش با یک شکارچی به نام درسو اوزالا را در این کتاب آورده‌است، ساخته شده و محصول مشترک اتحاد جماهیر شوروی و ژاپن می‌باشد. درسو اوزالا ابتدا در جشنواره بین‌المللی فیلم مسکو در سال ۱۹۷۵ به نمایش درآمد و مورد توجه قرار گرفت و پس از آن در کشورهای دیگری از جمله ژاپن، دانمارک، فنلاند، مجارستان، آمریکا، کانادا، آلمان شرقی، آلمان غربی، فرانسه، ترکیه و ایران نیز به نمایش درآمد. همچنین این فیلم در سال ۱۹۷۶ برندهٔ جایزه اسکار بهترین فیلم خارجی زبان شده‌است.

## خلاصه داستان
در سال ۱۹۰۲ کاپیتان ولادیمیر آرسنیف از سوی دولت روسیه تزاری برای نقشه‌برداری از مناطق شمالی سیبری به این منطقه فرستاده می‌شود و گروهی از سربازان نیز او را همراهی می‌کنند. در طی انجام این مأموریت آنها با یک شکارچی محلی به نام درسو اوزالا آشنا می‌شوند که راهنمایی آنان را بر عهده می‌گیرد. درسو به آنها چگونگی برخورد با طبیعت و احترام به آن را می‌آموزد و باعث تغییر نوع نگرش آنها به زندگی شده و بدین ترتیب دوستی عمیقی بین او و کاپیتان آرسنیف شکل می‌گیرد.

## مشروح داستان
در اوایل دههٔ ۱۹۰۰، کاپیتان آرسنیف برای انجام یک مأموریت نقشه‌برداری توپوگرافی در منطقهٔ اشکوتوف در ناحیهٔ اوسوری راهی سفر می‌شود. در طول این سفر، او با درسو اوزالا، شکارچی نانایی کوچ‌نشینی آشنا می‌شود که با مهارت‌های شگفت‌انگیزش در طبیعت، او را تحت‌تأثیر قرار می‌دهد. درسو می‌پذیرد که راهنمای گروه شود و آنان را در دل طبیعت دشوار منطقه هدایت کند.
درسو با تجربه، غریزه، دقت نظر و مهربانی‌اش، احترام اعضای گروه را جلب می‌کند. او با تعمیر کلبه‌ای متروکه و گذاشتن آذوقه‌ای برای مسافران آینده، درایت و انسان‌دوستی خود را به نمایش می‌گذارد. در ادامهٔ سفر، آرسنیف و درسو به‌تنهایی برای کاوش دریاچه خانکا می‌روند، اما در طوفان برف گرفتار می‌شوند. درسو با ساخت پناهگاه و مراقبت از آرسنیف، جان او را نجات می‌دهد.
گروه با دشواری‌های بسیاری همچون خستگی مفرط و گرسنگی مواجه می‌شود، اما خرد و مهارت‌های درسو راهگشای بقای آنان است. سرانجام، خانواده‌ای از قوم نانای به آن‌ها غذا، گرما و مهمان‌نوازی می‌بخشند. با نزدیک‌شدن پایان مأموریت، آرسنیف از درسو دعوت می‌کند تا با او به خاباروفسک بازگردد، اما درسو که خود را متعلق به جنگل می‌داند، این پیشنهاد را نمی‌پذیرد و تنها تقاضای چند فشنگ می‌کند.
پنج سال بعد، آرسنیف مأموریت دیگری را آغاز می‌کند، با این امید که بار دیگر با درسو دیدار کند. آن‌ها دوباره یکدیگر را می‌یابند و درسو می‌پذیرد که بار دیگر راهنمای گروه شود. در یکی از مراحل سفر، آرسنیف و درسو بر روی کلک گرفتار جریان خروشان رودخانه می‌شوند. درسو با فداکاری آرسنیف را به کناری می‌راند و خود را در خطر رها می‌کند. گروه او را نجات می‌دهند و این حادثه پیوندی عمیق‌تر میان او و آرسنیف پدید می‌آورد.
با گذر زمان، درسو متوجه می‌شود که یک ببر سیبری، یا همان «آمو»، آن‌ها را دنبال می‌کند. او می‌کوشد حیوان مقدس را با آرامش دور کند، اما ناچار می‌شود به‌سویش تیراندازی کند. آسیب زدن به این جانور برایش رنج‌آور است و درمی‌یابد که دیگر نمی‌تواند به عنوان شکارچی به زندگی ادامه دهد. او از آرسنیف می‌خواهد او را به خانه‌اش ببرد. اما درسو نمی‌تواند با زندگی شهری کنار بیاید و خود را اسیر و بیگانه می‌بیند. او سرانجام به خانواده می‌گوید که باید به کوهستان بازگردد. آرسنیف با وجود اندوه، تصمیمش را درک می‌کند و به او یک تفنگ پرقدرت هدیه می‌دهد تا در طبیعت بهتر دوام بیاورد.
مدتی بعد، به آرسنیف اطلاع می‌دهند که جسد شکارچی نانایی ناشناسی پیدا شده و از او می‌خواهند برای شناسایی بیاید. او جسد را شناسایی می‌کند و درمی‌یابد که درسو درگذشته است. مأمور رسمی احتمال می‌دهد که درسو به‌خاطر تفنگی که آرسنیف به او داده بود، به قتل رسیده باشد. در مراسم خاکسپاری درسو، آرسنیف عصای پیاده‌روی‌اش را در کنار مزار او می‌کارد؛ نمادی از یادبود و احترام.

## بازیگران
- ماکسیم مونزوک در نقش درسو اوزالا
- یوری سولومین در نقش کاپیتان ولادیمیر آرسنیف
- سوتلانا دانیلچنکو در نقش خانم آرسنیف
- سوئیمنکول چوکموروف در نقش جان بائو
- ولادیمیر کرمنا در نقش تورتوئیگین
- الکساندر پیاتکوف در نقش اولنین
- میخائیل بیچکوف

## گروه تولید
- نویسنده (کتاب): ولادیمیر آرسنیف
- فیلمنامه: آکیرا کوروساوا
- کارگردان: آکیرا کوروساوا
- کارگردان هنری: یوری راکشا
- مدیر تولید: کارلن کورشیکوف
- تهیه‌کننده: یوئیچی ماتسوئه، نیکولای سیزوف
- آهنگساز: ایزاک شوارتز
- صدابردار:اولگا بورکوا
- فیلمبردار:آساکازو ناکائی، فیودور دوبرونراوف، یوری گانتمن

## جوایز
- ۱۹۷۵ - برنده جایزه زرین بهترین کارگردانی از جشنواره بین‌المللی فیلم مسکو
- ۱۹۷۵ - برنده جایزه FIPRESCI بهترین کارگردانی از جشنواره بین‌المللی فیلم مسکو
- ۱۹۷۶ - برنده جایزه اسکار بهترین فیلم خارجی زبان
- ۱۹۷۷ - برنده روبان نقره‌ای بهترین کارگردانی فیلم خارجی زبان از سندیکای ملی سینمایی‌نویسان ایتالیا
- ۱۹۷۷ - برنده جایزه CEC بهترین فیلم هنری و تجربی از سی و یکمین دوره جوایز محفل فیلمنامه‌نویسان اسپانیا
- ۱۹۷۷ - برنده جایزه دیوید بهترین کارگردانی فیلم خارجی زبان از بیست و دومین دوره جوایز دیوید دی دوناتلو
- ۱۹۷۸ - برنده جایزه منتقدین بهترین فیلم خارجی زبان از سندیکای منتقدین سینمایی فرانسوی‌زبان